# Reginald Zupancic

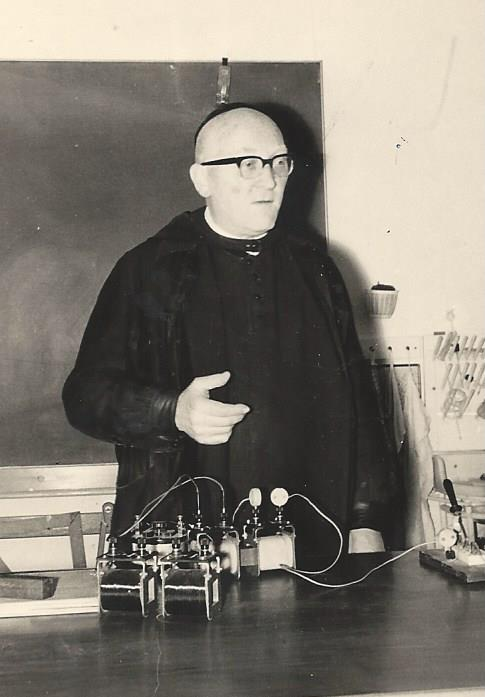
P. Reginald Zupancic

Reginald Zupancic OSB (* 2. April 1905 in Gloggnitz, Bezirk Neunkirchen als Rudolf Zupancic; † 18. Jänner 1999 in Melk) war ein österreichischer Benediktiner und Physiker. Er war der 65. Abt des Stiftes Melk.

## Leben
Nach der Matura am Stiftsgymnasium Melk trat er 1924 in das dortige Kloster ein und nahm den Ordensnamen Reginald an. Am 8. September 1928 erfolgte die feierliche Profess, am 14. Juli 1929 wurde er zum Priester geweiht. Er studierte Mathematik und Physik an der Universität Innsbruck und wurde zum Dr. phil. promoviert. Daraufhin war er als Mitarbeiter von Victor Franz Hess u. a. an den Forschungen beteiligt, die zur Entdeckung der Kosmischen Strahlung führten (wofür dieser 1936 den Nobelpreis erhielt). Vermutlich war er auch Assistent des Atomphysikers Niels Bohr. 1938 wurde er Professor am Stiftsgymnasium und Konviktspräfekt. Während des Krieges war er Kaplan in Matzleinsdorf.
1949 wurde er zum Prior berufen, 1964 zum Koadjutor von Abt Maurus Höfenmayer gewählt. Als dieser 1973 verstarb, folgte er ihm als Abt nach. Sein Wahlspruch war Nova et vetera („Neues und Altes“). Bereits 1975 trat er jedoch – wegen Erreichens der Altersgrenze – wieder vom Amt zurück und lebte fortan einige Jahre in der Kartause Gaming. Als Abt folgte ihm Burkhard Ellegast nach. 1980 übernahm er die Pfarre Schönbühel an der Donau, die er noch 16 Jahre lang betreute. Zwei Jahre vor seinem Tod kehrte er ins Stift zurück, wo er 1999 verstarb.

## Veröffentlichungen (Auswahl)
- Die Nachlieferung der Radiumemanation aus dem Erdboden, Institut für Strahlenforschung, Innsbruck 1933.
- Messungen der Exhalation von Radiumemanation aus dem Erdboden, Johns Hopkins University Press, Baltimore 1934, OCLC 249013773.
- Stift Melk (= Kleine Kunstführer). Verlag Schnell und Steiner, München 1957, OCLC 63459919.